# دولار مثقوب

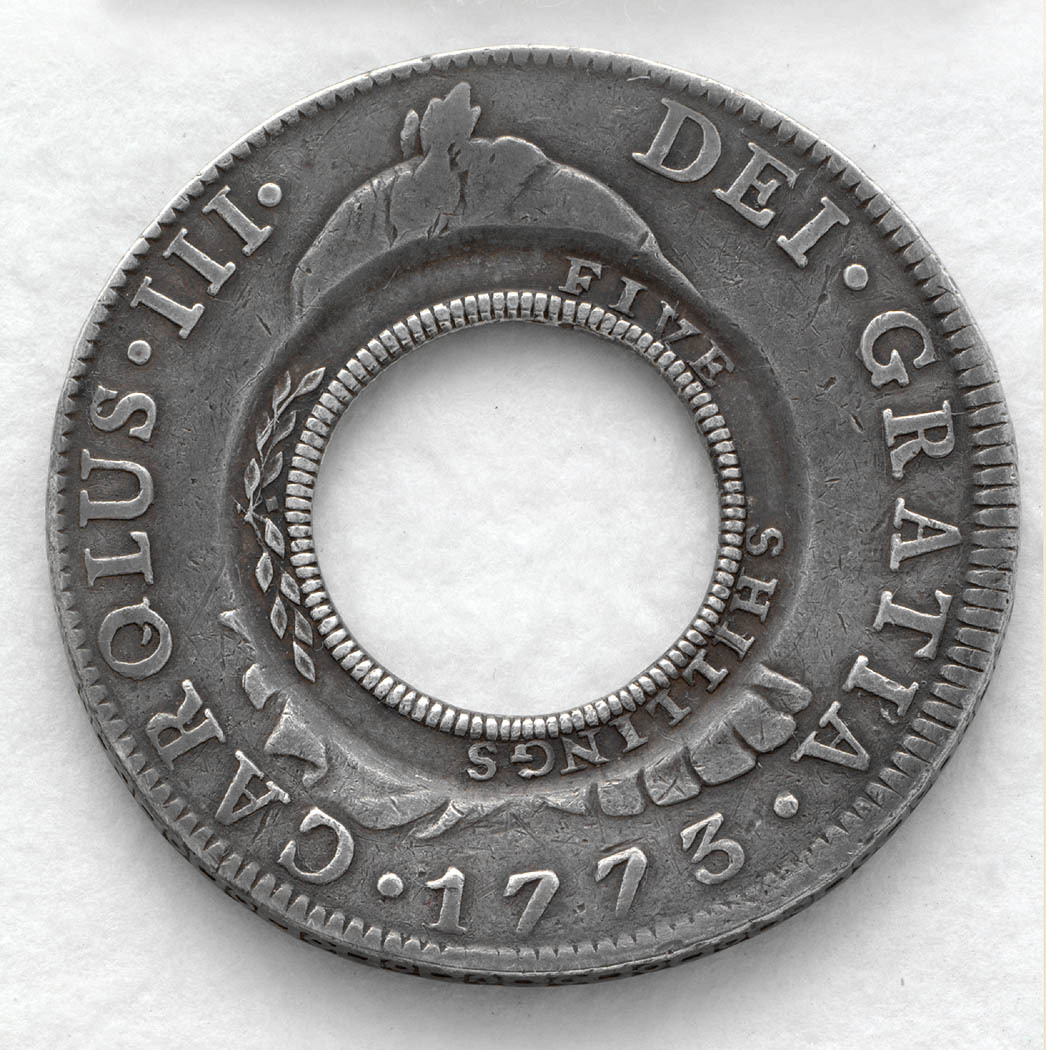
"دولار نيو ساوث ويلز المثقوب"، أول عملة مميزة لأستراليا.

الدولار المثقوب هو الاسم الذي أُطلق على العملات المعدنية المستخدمة في التاريخ المبكر لمستوطنتين بريطانيتين: جزيرة الأمير إدوارد (التي أصبحت الآن جزءًا من كندا) ونيوساوث ويلز (التي أصبحت الآن جزءًا من أستراليا). ثقب الجزء الأوسط من الدولارات الإسبانية، مما أدى إلى إنشاء جزأين: عملة معدنية صغيرة، تُعرف باسم "المكب" في أستراليا، و"الدولار المثقوب". كانت هذه واحدة من العملات الأولى التي سكت في أستراليا.

## الدولار الإسباني
ابتداءً من عام 1497، بدأت الحكومة الإسبانية في سك عملة فضية كبيرة، والتي أصبحت تُعرف باسم الدولار الإسباني بفضل تداولها على نطاق واسع. وكان يُعرف أيضًا باسم بيزو الثمانية ريالات، أو قطعة الثمانية الملكية.
في نهاية القرن الثامن عشر تقريبًا، كان الدولار الإسباني متداولًا بشكل مستمر في شرق كندا والولايات المتحدة. تباينت قيمة العملة المعدنية في مراكز مختلفة ولكنها كانت أعلى في هاليفاكس. ولذلك، كلما حصل تجار جزيرة الأمير إدوارد على هذه الأموال، أرسلوها إلى هاليفاكس للاستفادة من السعر الأعلى. وقد دفع النقص الناتج عن ذلك في الأموال في جزيرة الأمير إدوارد الحاكم في عام 1813 إلى جمع كل الدولارات الإسبانية التي استطاع جمعها وختم مراكزها. ختم كل من القابس المركزي والحافات بأشعة الشمس. مررت المراكز المثقوبة على هيئة شلنات، ومررت الحواف الخارجية على هيئة قطع بقيمة خمسة شلنات. كانت القيمة الإجمالية للعملات المعدنية الممزقة بعد ذلك أكبر بنسبة 20 في المائة في جزيرة الأمير إدوارد منها خارج الجزيرة (وكانت المكونات الفردية أقل قيمة)، ونتيجة لهذا، أصبحت العملات المعدنية هي العملة الرسمية في جزيرة الأمير إدوارد.
- دولار وجه العملة
- دولار العكس
- مركز الثقب

## مستعمرة نيو ساوث ويلز البريطانية (أستراليا)
عندما تأسست مستعمرة نيو ساوث ويلز عام 1788، واجهت مشكلة نقص العملات المعدنية. كانت العملات الأجنبية - بما في ذلك العملات البريطانية والهولندية والهندية والبرتغالية - شائعة في سنواتها الأولى، ولكن الكثير من هذه العملات غادر المستعمرة عن طريق التجارة مع السفن التجارية الزائرة. كانت المقايضة ضرورة بين المستعمرين، حيث أصبح الروم، العملة الأكثر شيوعًا، عملة غير رسمية. كانت إحدى المحاولات الأولى لتقييد الممارسة من قبل الحاكم كينغ، الذي حدد في 19 نوفمبر 1800 سعرًا تعسفيًا للعملات الأجنبية، ولكن لم يكن هناك ما يكفي منها أبدًا. لمحاولة حل النقص، طلب توفير ستة بنسات لاستخدامها كشلن، لكنه فشل في الحصول على جلسة استماع. حظر الحاكم بلاي ممارسة استخدام الروم كعملة في عام 1806، مما أدى في النهاية إلى الإطاحة بالحكومة في ثورة الروم.
وللتغلب على هذا النقص في العملات المعدنية، اتخذ الحاكم لاكلان ماكواري مبادرة استخدام 10 آلاف جنيه إسترليني من الدولارات الإسبانية التي أرسلتها الحكومة البريطانية لإنتاج العملات المعدنية المناسبة بطريقة مماثلة لتلك الموصوفة أعلاه. وصلت هذه العملات المعدنية بقيمة 40 ألف دولار إسباني في 26 نوفمبر 1812 على متن سفينة إتش إم إس <i id="mwVw">سامارانج</i> من مدراس، عبر شركة الهند الشرقية.
مع شحن العملة، صدرت تعليمات صارمة بمنع العملات الجديدة من مغادرة البلاد. وبعد التشاور مع القاضي العسكري ومسؤولين آخرين، أمر الحاكم ماكواري، وهو مزور مُدان يُدعى ويليام هينشال، بقطع مراكز العملات وختمها بختم مضاد، مما جعلها عديمة الفائدة خارج المستعمرة. قُدّرت قيمة السدادة المركزية (المعروفة باسم "السدادة") بـ 15 بنسًا (أي شلن واحد، أو 3 بنسات، أو شلن وثلاثة بنسات)، وأُعيد سكها بتصميم جديد (تاج على الوجه، وفئة العملة على الوجه الآخر)، بينما وُضع ختم إضافي حول الثقب على الدولار المثقوب ("نيو ساوث ويلز 1813" على الوجه، و"خمسة شلنات" على الوجه الآخر). ميّز هذا العملات المعدنية بأنها تابعة لمستعمرة نيو ساوث ويلز، مما أدى إلى ظهور أول عملة رسمية أُنتجت خصيصًا للتداول في نيو ساوث ويلز. كانت القيمة الاسمية المجمعة في ولاية نيو ساوث ويلز للدولار المثقوب والعملة المفرغة 6 شلنات و3 بنسات (6 شلنات و3 بنسات)، أو 25% أكثر من قيمة الدولار الإسباني؛ الأمر الذي جعل تصدير العملات المعدنية من المستعمرة غير مربح.
استغرق مشروع تحويل 40 ألف عملة إسبانية أكثر من عام حتى اكتمل. من بين 40 ألف دولار إسباني مستوردة، تحولت 39,910 دولارات مثقوبة و39,910 دولارات متهالكة، مع افتراض أن الرصيد قد تعرض للتلف أثناء عملية التحويل. في الأول من يوليو عام 1813، أصدر الحاكم ماكواري إعلانًا "بأن العملة الفضية المذكورة ستكون بمثابة عملة قانونية" وحدد قيمتها. دخلت العملات المعدنية المحولة إلى التداول في عام 1814.
منذ عام 1822 بدأت الحكومة في استدعاء العملات المعدنية واستبدالها بعملات إسترلينية. بحلول الوقت الذي ألغيت فيه العملة النقدية الدولارية المثقوبة في عام 1829، استبدل معظم العملات المعدنية المتداولة والتي بلغ عددها 40 ألف عملة بالعملة القانونية وصهرت وتحولت إلى سبائك. ويقدر الخبراء أن هناك 350 دولارا مثقوبا و1500 دولارا مرمية فقط متبقية. إن ندرة الدولار الأسترالي المثقوب تضمن أن حتى تلك التي تكون في حالة سيئة نسبيًا تظل ذات قيمة. هناك العديد من القصص عن الدولارات المثقوبة التي عثر عليها في ظروف غير عادية.
أحد أكثر الدولارات المثقوبة شهرة هو رأس هانيبال، وهي عملة فريدة من نوعها تتميز بصورة الملك جوزيف الأول ملك إسبانيا. عثر عليها في عام 1881 إلى جانب دولارات مثقوبة أخرى في ما يُعتقد أنه كنز Bushrangers في تسمانيا واحتفظ بها منذ ذلك الحين في مجموعات خاصة. بيعت العملة المعدنية في عام 2018 في مزادات Eminent Colonial من خلال Coinworks، بقيمة تقدر بنحو 450 ألف دولار، وبيعت إلى جامع خاص مقابل 500 ألف دولار.
- الدولار وجه العملة
- الدولار العكس
- الوجه المفرغ
- العكس المفرغ

الدولار المثقوب هو شعار مجموعة ماكواري، وهو بنك استثماري أسترالي.

## عملات معدنية مماثلة
على الرغم من عدم تسميتها بـ"الدولارات المثقوبة"، فإن العديد من المستعمرات البريطانية في منطقة البحر الكاريبي استخدمت نفس الطريقة لإنتاج العملات المعدنية من الدولارات الإسبانية. وتشمل هذه الدول غيانا البريطانية، ودومينيكا، وغرينادا، وغوادلوب، وسانت فينسنت، وتوباغو، وترينيداد. تداولت العملات المعدنية المثقوبة والمقابس جنبًا إلى جنب مع العديد من العملات الأخرى المصنوعة عن طريق تقطيع العملات الإسبانية والعملات الاستعمارية الإسبانية إلى أقسام. كانت هذه العملات المعدنية مقومة إما بالشلنات والبنسات أو بالبتات، بقيمة تسعة بنسات. (كان الدولار الواحد يتكون من ثمانية بتات. وبسعر 9 بنسات للبتة، كان هذا يعني أن البتات الثمانية كانت تساوي 6 شلنات في أسواقها، أو 20% أكثر من الدولار الإسباني.)

## مقاطعة هوت ريفر
أصدرت مقاطعة هوت ريفر عملة تذكارية بقيمة دولار واحد في عام 1977 للاحتفال باليوبيل الفضي للملكة إليزابيث الثانية. في عام 1978، إصدر إصدار آخر من العملات المعدنية بقيمة دولار واحد لمقاطعة هوت ريفر. لا يوجد عليه أي نقش تذكاري. وتعرف هذه العملات أيضًا لدى علماء العملات باسم الدولارات المثقوبة.

## روابط خارجية
- متحف العملات التابع لبنك كندا
- دولار مثقوب ومكدس، أول عملة مميزة في نيو ساوث ويلز، 1813، مكتبة ولاية نيو ساوث ويلز
- قصة هولي دولار: بنك ماكواري
- متحف العملة الأسترالية: فوضى العملة
- [ CC-By-SA ]